# Hagyárosbörönd, Zala
Hagyárosbörönd  este un sat în districtul Zalaegerszeg, județul Zala, Ungaria, având o populație de 311 locuitori (2011). 

## Demografie
Componența etnică a satului Hagyárosbörönd
     Maghiari (98,42%)
     Germani (1,58%)
Componența confesională a satului Hagyárosbörönd
     Romano-catolici (85,85%)
     Fără religie (5,47%)
     Necunoscută (7,72%)
     Reformați (0,96%)
Conform recensământului din 2011, satul Hagyárosbörönd avea 311 locuitori. Din punct de vedere etnic, majoritatea locuitorilor (98,42%) erau maghiari, cu o minoritate de germani (1,58%).  Din punct de vedere confesional, majoritatea locuitorilor (85,85%) erau romano-catolici, cu o minoritate de persoane fără religie (5,47%). Pentru 7,72% din locuitori nu este cunoscută apartenența confesională.